# Ени Фанк
Ени Фанк (енгл. Annie Funke; Едмонд, 9. април 1985) је америчка телевизијска и филмска глумица.
Фанкова је најпознатија по улози Меј Џарвис у серији Злочиначки умови: Преко границе.